# كالمان كوفاتش
كالمان كوفاتش (بالمجرية: Kovács Kálmán)‏ (11 سبتمبر 1965 ببودابست في المجر - ) هو مدرب كرة قدم ولاعب كرة قدم مجري في مركز الهجوم، شارك في كأس العالم 1986. وشارك مع منتخب المجر لكرة القدم. أما مع النوادي، فقد لعب مع رويال أنتويرب ونادي أبويل ونادي أوكسير ونادي بودابست هونفيد ونادي فالينسيان وSR Delémont ‏.

## وصلات خارجية
- كالمان كوفاتش على موقع قاعدة بيانات كرة القدم.إي يو (الإنجليزية)
- كالمان كوفاتش على موقع ناشيونال فوتبول تيمز (الإنجليزية)